# So Fine (Loggins and Messina)
So Fine è il quinto album in studio del duo musicale statunitense Loggins and Messina, pubblicato nel 1975.
Si tratta di un disco di cover di brani degli anni '50 e '60.

## Tracce
Side 1
1. Oh, Lonesome Me (Don Gibson) – 2:49
2. My Baby Left Me (Arthur "Big Boy" Crudup) – 2:51
3. Wake Up Little Susie (Felice and Boudleaux Bryant) – 2:02
4. I'm Movin' On (Hank Snow) – 3:45
5. Hello Mary Lou (Gene Pitney) – 2:17
6. Hey Good Lookin' (Hank Williams) – 2:35

Side 2
1. Splish Splash (Bobby Darin, Murray the K) – 2:20
2. A Lover's Question (Brook Benton, Jimmy Williams) – 3:21
3. You Never Can Tell (Chuck Berry) – 3:14
4. I Like It Like That (Chris Kenner) – 3:06
5. So Fine (Johnny Otis) – 2:37
6. Honky Tonk - Part II (Billy Butler, Bill Doggett, Clifford Scott, Shep Shepherd) – 2:41

## Formazione
- Kenny Loggins - voce, chitarra, armonica, banjo
- Jim Messina - voce, chitarra, mandolino, dobro
- Merel Bregante - batteria
- Jon Clarke - flauto, sassofono
- Vince Denham - sassofono
- Richard Greene - violino
- Larry Sims - basso, cori
- Don Roberts - sassofono, flauto
- Michel Rubini - piano
- Milt Holland - percussioni
- Steve Forman - percussioni